# Они сделали меня беглецом
«Они сделали меня беглецом» (англ. They Made Me a Fugitive), в США вышел под названием «Я стал преступником» (англ. I Became a Criminal) — британская криминальная драма режиссёра Альберто Кавальканти, которая вышла на экраны в 1947 году.
Фильм поставлен по роману Джексона Бадда (англ. Jackson Budd) «Заключённый сбежал» (англ. A Convict Has Escaped), впервые опубликованному в 1941 году. Фильм рассказывает о ветеране войны Клеме Моргане (Тревор Ховард), который ради заработка вступает в воровскую банду во главе с Нарси (Гриффит Джонс). Когда он понимает, что банда также торгует наркотиками, Клем пытается выйти из дела, после чего Нарси подставляет его в убийстве полицейского. Клем попадает в тюрьму, но бежит оттуда, натыкаясь на женщину, которая просит убить её мужа. Когда Клем отказывается и уходит, она сама убивает мужа, а затем подставляет Клема в этом преступлении. Клем добирается до Лондона, намереваясь снять с себя обвинения в убийстве, в чём ему помогает бывшая подружка Нарси, очаровательная театральная хористка Сэлли Коннор (Сэлли Грэй). На стороне Клема оказывается и инспектор Скотленд-Ярда Роклифф (Баллард Баркли), который даёт ему возможность разоблачить и уничтожить Нарси и его банду, а затем обещает Клему попытаться добиться его оправдания.
Фильм успешно прошёл в прокате, но получил противоречивые отклики критики. С одной стороны, отмечалось влияние американских фильмов нуар, стремление создателей фильма к неприукрашенному изображению послевоенного Лондона, напряжённое развитие событий и хороший темп картины. С другой стороны, обращалось внимание на отсутствие сфокусированности на центральном конфликте истории, а также на чрезмерное насилие в картине, включающее избиение женщин.
Фильм участвовал в конкурсной программе Венецианского кинофестиваля 1947 года.

## Сюжет
В послевоенном Лондоне Нарси (Гриффит Джонс), главарь воровской банды, действующей под прикрытием похоронного бюро «Гробовщики Валгаллы», сообщает своим сообщникам Соупи (Джек Макнотон), Джиму (Майкл Бреннан), Кёрли (Чарльз Фаррелл), Берту (Сирил Смит) и Эгги (Мэри Меррэл), что берёт на работу ветерана войны Клема Моргана (Тревор Ховард). Клем служил в Королевских ВВС, затем провёл два года в лагере для военнопленных, откуда сбежал. Позднее тем же вечером, когда в баре Нарси встречается с Клемом, его сразу же привлекает Эллен (Ив Эшли), подружка Клема. На следующий день, когда Клем прибывает в «Валгаллу», он с удивлением видит, что Эллен уже там и выходит из кабинета Нарси.
После этого банда начинает разбирать контрабандный товар, спрятанный в одном из гробов. Когда Клем замечает спрятанные в нейлоновых чулках упаковки с наркотиками, он отказывается заниматься подобным бизнесом. Нарси объясняет, что это была разовая услуга для знакомой банды, а затем уговаривает Клема пойти на очередное «чистое» ограбление. Позднее, оставшись с Эллен наедине, Клем говорит ей, что после этого дела он намерен выйти из банды. Со своей стороны, после такого разговора Нарси теряет доверие к Клему, и во время ограбления универсального магазина умышленно включает сигнализацию, чтобы Клема схватила полиция. Тому удаётся сбежать и запрыгнуть в отъезжающую машину преступников. Когда дорогу ей перекрывает полицейский, Нарси даёт приказ Соупи задавить его. Клем пытается вывернуть руль автомобиля, но в итоге машина всё равно насмерть сбивает полицейского, а затем врезается в фонарный столб. В момент остановки машины Нарси сзади бьёт Клема по голове, и тот от удара теряет сознание. Нарси поручает передвинуть Клема на водительское место, после чего вместе с Соупи убегает.
Клема признают виновным в непредумышленном убийстве полицейского и приговаривают к пятнадцати годам заключения в тюрьме «Дартмур». Некоторое время спустя в тюрьму к Клему приходит Сэлли Коннор (Сэлли Грэй), танцовщица кордебалета, которая раньше была подружкой Нарси. Она говорит, что Нарси бросил её и теперь встречается с Эллен. Она также рассказывает, что Кора (Рене Рэй), подруга Соупи, рассказала ей о том, как Нарси подставил Клема, и теперь Сэлли хочет помочь Клему добиться оправдания. Сэлли предлагает попытаться убедить Соупи дать показания. Клем однако ей не верит, предполагая, что она действует по заданию Нарси, и велит ей уйти. В мюзик-холле, где они работают вместе, Салли просит Кору помочь ей снять с Клема обвинения, но Кора из страха перед Нарси отказывается участвовать в этом деле. Когда вскоре Нарси узнаёт, что Салли навещала Клема в тюрьме, он жестоко избивает её.
Тем временем во время дорожных работ Клем совершает побег. Когда он пытается украсть одежду на одной из ферм, фермер ранит его дробью из ружья. Клем врывается в соседний дом, требуя одежду у проживающей там женщины миссис Феншоу (Вида Хоуп). Та предоставляет ему возможность помыться и побриться, переодеться в одежду её мужа, а затем кормит ужином. Взамен она просит Клема застрелить её вечно пьяного мужа, передавая револьвер. Клем рассказывает, что за всё время убил лишь одного человека, нацистского охранника лагеря для военнопленных во время побега. Он возвращает миссис револьвер и убегает. Через несколько минут миссис Феншоу хладнокровно убивает своего пьяного мужа, заявляя полиции, что убийство совершил Клем, отпечатки пальцев которого остались на оружии. Средства массовой информации широко освещают подробности побега Клема и рассказывают об ограблении и убийстве, в которых он замешан. Сообщается также, что на всех возможных автодорогах выставлены полицейские кордоны. На шоссе Клема подбирает грузовик. Вскоре воитель догадывается, кто Клем такой. Чтобы не попасться на полицейском пункте контроля, Клем вырубает водителя, связывает его, забирает его документы и выбрасывает из машины.
Побег Клема пугает Соупи, и Кора прячет его в одной из гостиниц. По прибытии в Лондон, Клем приходят домой к Сэлли, чтобы выяснить у неё, где можно найти Соупи или Кору. Хотя первоначально Клем настроен по отношению к Сэлли подозрительно, но постепенно она завоёвывает его доверие. В итоге он даже позволяет ей вытащить дробь, застрявшую после выстрела в его спине, а также берёт у Сэлли небольшую сумму денег. На прошанье они целуются. Однако когда Клем пытается незаметно выбраться через окно, то замечает, что в переулке уже дежурит полиция, и он возвращается в комнату, где Сэлли прячет его в гардеробном отсеке. Тем временем, озабоченный исчезновением Соупи и побегом Клема, Нарси приходит к Сэлли домой, подозревая, что Клем мог связаться с ней. У дверей его встречает инспектор полиции Роклифф (Баллард Беркли), который устроил в доме Сэлли засаду. Сэлли не открывает Нарси, и тот вынужден удалиться. Затем в комнату к Сэлли заходит Роклифф, который, увидев на столе дробинки, сразу же догадывается, что Клем был у неё. Когда Сэлли не отвечает на вопрос о местонахождении Клема, инспектор принимает решение ради её же безопасности отправить её в участок под полицейскую защиту. На улице около дома Роклиф получает информацию, что задержан человек, похожий на Клема, после чего сразу же уезжает, оставляя Сэлли на одного из патрульных полицейских. После отъезда Сэлли на полицейского нападают Нарси и Джим. Они вырубают его, а Сэлли бросают в свою машину и увозят в своё логово. Вскоре другая группа бандитов доставляет туда и Кору. Нарси с помощью угрозы пыткой выбивает из Коры название гостиницы и номер комнаты, где прячется Соупи. Джим по поручению Нарси находит и убивает Соупи.
Клем пытается бежать из комнаты Сэлли, но Роклифф его ловит и арестовывает. Беседуя с ним наедине, Роклифф говорит, что не верит в рассказ миссис Феншоу, что это он убил её мужа. Он также выражает готовность помочь Клему доказать, что это не он убил полицейского. Демонстрируя своё доверие к Клему, Роклифф отпускает его, предлагая тому стать наживкой, благодаря которой они схватят Нарси с поличным. Узнав о том, что Клем сбежал от полиции, Нарси устраивает на него засаду в «Валгалле», взяв с собой Сэлли в качестве заложницы. Клем с помощью хитрости проникает в помещение и вырубает Нарси, после чего вступает в перестрелку с двумя бандитами. С помощью Сэлли ему удаётся вырубить их. В этот момент Нарси приходит в себя и пытается сбежать через окно по крышам домов. Клем преследует его и на крыше между ними несколько раз вспыхивает драка, в результате которой оба почти что падают вниз. В конце концов, в попытке перепрыгнуть на крышу соседнего дома Нарси срывается вниз и разбивается. К умирающему Нарси побегают Роклифф, Сэлли и Клем. Сэлли умоляет Нарси сказать правду, что Клем не убивал полицейского, однако бандит до самой смерти не признаёт этого. Когда Роклифф уводит Клема, он просит Сэлли забыть о нём и начать новую жизнь. Сэлли однако обещает дождаться освобождения Клема, а Роклифф со своей стороны обещает выяснить всю правду по этому делу.

## В ролях
- Сэлли Грэй — Сэлли Коннор
- Тревор Ховард — Клем Морган
- Гриффит Джонс — Нарси
- Рене Рэй — Кора
- Мэри Меррэл — Эгги
- Баллард Беркли — инспектор Роклифф
- Чарльз Фаррелл — Кёрли
- Сирил Смит — Берт
- Филлис Робинс — Ольга
- Вида Хоуп — миссис Феншоу
- Ив Эшли — Эллен
- Джек Макнотон — Соупи
- Морис Денэм — мистер Феншоу
- Майкл Бреннан — Джим

### История создания фильма
Сценарий написан Ноэлем Лэнгли по роману Джексона Бадда «Сбежавший заключенный» (1941).
Съёмки фильма проходили на студии Riverside Studios, Хаммерсмит, Лондон, Великобритания.
Премьера фильма состоялась 27 июня 1947 года в Лондоне. 15 сентября 1947 года фильм был показан в рамках Венецианского кинофестиваля, а 6 марта 1948 года фильм вышел в прокат в США.

### Оценка фильма критикой
Как было отмечено после выхода картины в рецензии британского профессионального журнала The Monthly Film Bulletin, «создатели фильма, похоже, решили превзойти Голливуд в погоне за грязной сенсационностью», и, похоже, им это не удалось. «Унижения и жестокие избиения женщин, показанные в фильме, возможно, и послужат полезной цели» в том случае, если они «удержат глупых девушек, являющих потенциальными жертвами постоянно растущей банды преступников в этой стране». Поэтому вряд ли этот фильм «можно рассматривать как приятное развлечение». Что же касается актёров, то «Тревор Ховард в роли Моргана вполне соответствует роли, но, несмотря на то, что он является звездой картины, его полностью затмевает Гриффит Джонс, который выходит из рядов второсортных героев и довольно впечатляюще играет злодея Нарси». Как далее пишет рецензент, «дамы из актёрского состава изо всех сил стараются сыграть свои скучные роли с некоторой долей убедительности, но без особого успеха».
Позднее журнал TV Guide пришёл к заключению, что это «искусно выполненный и напряжённый фильм, захватывающее взрослое кино». По мнению историка кино Денниса Шварца, этот «послевоенный британский фильм в жанре нуар… страдает от слабой сюжетной линии и Тревора Ховарда в главной роли. Он слишком величественный актёр, чтобы убедительно сыграть нуарного героя». Как полагает Шварц, «Кавальканти поставил фильм в жёсткой неприукрашенной манере; он мудро использовал быстрый монтаж, чёрно-белую операторскую работу и поддерживал нужный темп».
Кинокритик Ким Ньюман обратил внимание на то, что картина «создана под влиянием американских фильмов нуар, и в роли Тревора Ховарда можно легко представить Роберта Митчема или Богарта». С другой стороны, фильм глубоко погружён в особую среду послевоенной Британии. Как далее пишет Ньюман, «несмотря на все реалистичные детали и изображение послевоенной аномии и коррупции, это всё ещё скорее смотрится как небылица, чем как реальная драма». А финал фильма, в котором Морган противостоит целой банде (часть бандитов, готовых наброситься на него, прячется в гробах с пистолетами или ножами) «немного напоминает сцену из боевика 1980-х годов, где Слай, Арни или Брюс, сражающиеся в одиночку, выходят окровавленными победителями в битве с целой сворой безжалостных злодеев». Критик считает странным, что Сэлли Грэй и Рене Рэй, которые по сути являются периферийными персонажами в ролях второстепенных артисток варьете и подружек гангстеров, получают такое большое внимание, в то время, как реальная острота истории заключена в конфликте несчастного Моргана, который не сразу понимает, в какое дело он попал, и целеустремлённого, элегантного на вид Нарси. Ньюман также замечает, что «Кавальканти разыгрывает большую часть действия в экспрессионистском, почти гротескном стиле. Например, когда героиню избивают, лицо Нарси отражается в кривом зеркале гримёрной, и он выглядит уродом. Это не очень тонко, но зато сильно».